# Sphenomorphus kinabaluensis
Sphenomorphus kinabaluensis — вид сцинкоподібних ящірок родини сцинкових (Scincidae). Ендемік Малайзії.

## Поширення і екологія
Sphenomorphus kinabaluensis мешкають в горах Крокер та на горі Кінабалу в штаті Сабах на півночі острова Калімантан. Вони живуть у вологих гірських тропічних лісах, на висоті від 1051 до 2200 м над рівнем моря.